# Niemieckie grupy armijne
Niemieckie grupy armijne (niem. Armeegruppe) – związek operacyjny w niemieckim Wehrmachcie. Pod tym pojęciem rozumie się część armii obejmującą zazwyczaj 2-3 korpusy armijne.
Pojęcia tego nie należy mylić z „grupą armii”, która składa się z kilku armii.